# Małgorzata Bratek
Małgorzata Bratek (ur. 9 marca 1954 w Poznaniu) – polska piosenkarka, gitarzystka, kompozytorka z kręgu poezji śpiewanej, działaczka opozycji politycznej w PRL, dziennikarka, pedagog muzyczny. Z wykształcenia muzykolog.

## Życiorys
Wychowała się na poznańskiej Wildzie. Pierwsze lekcje gitary klasycznej pobierała jako uczennica czwartej klasy szkoły podstawowej u zawodowego muzyka o nazwisku Gąsiorowski. Następnie uczyła się w Ognisku Muzycznym im. Kazimiery Rojewskiej u Hieronima Kosmowskiego, uczęszczała do VII Liceum Ogólnokształcącego im. Dąbrówki w Poznaniu i studiowała w Instytucie Muzykologii Uniwersytetu im. Adama Mickiewicza w Poznaniu (rok ukończenia: 1980). W wieku 14 lat, po raz pierwszy (z towarzyszeniem gitary klasycznej) zaczęła śpiewać wiersze polskich poetów do muzyki własnego autorstwa – początkowo były to teksty Marii Konopnickiej. Występuje publicznie od 1969 roku i jest laureatką wielu konkursów piosenki poetyckiej i innych. Jedną z pierwszych imprez na której wystąpiła i otrzymała nagrodę był Festiwal Piosenki Młodzieżowej w Jeleniej Górze. W 1971 roku otrzymała Nagrodę dziennikarzy na II Wielkopolskich Rytmach Młodych w Jarocinie. W latach 70. XX w. występowała w klubach studenckich w całej Polsce, m.in. Stodoła, Hybrydy, Medyk (Warszawa), Żak (Gdańsk), czy Pałacyk (Wrocław). Przez rok współpracowała z kabaretem Tey, biorąc udział w programie pt. Wizyta i kwita. Od 1977 roku sygnatariuszka Studenckiego Komitetu Solidarności w Poznaniu, wspierającego Komitet Samoobrony Społecznej „KOR” (później także działaczka NSZZ „Solidarność”). Na przełomie lat 70. i 80. XX w. w jej rodzinnym mieszkaniu na osiedlu Kraju Rad (obecnie Wichrowe Wzgórze) spotykali się poeci (m.in. Stanisław Barańczak, Ryszard Krynicki, Lech Dymarski), artyści (m.in. Teatr Ósmego Dnia), opozycjoniści i związkowcy. W ramach działalności podziemnej przepisywała niepublikowane teksty Barańczaka, co po pewnym czasie skłoniło ją do śpiewania jego wierszy. W 1977 roku z powodów politycznych, tak jak Jacek Kleyff i Jan Krzysztof Kelus została objęta zapisem cenzorskim, zakazującym jej występów w całym kraju i rozpowszechniania nagrań w środkach masowego przekazu. W 1979 roku jako artystka zakazana (pod zmienionym nazwiskiem), wygrała Ogólnopolskie Spotkania Zamkowe „Śpiewajmy Poezję” (Nagroda Główna, Nagroda Wojewódzkiego Domu Kultury w Olsztynie oraz nagroda grupy „Niebo”), gdzie zaśpiewała wiersze Stanisława Barańczaka. W sierpniu 1981 roku wystąpiła podczas największej imprezy karnawału Solidarności jakim był I Przegląd Piosenki Prawdziwej w Gdańsku, co zaowocowało licznymi koncertami dla strajkujących robotników. Otrzymała także Nagrodę za walory interpretacyjne wykonywanych utworów podczas olsztyńskich OSZ „Śpiewajmy Poezję '81” oraz wystąpiła podczas jednej z imprez towarzyszących temu festiwalowi (30 sierpnia 1981). Występowała tam także z recitalami w latach 1982-1983, 1989 i 1993 (w roku '93 również jako juror). W latach 80. XX w. występowała głównie w kościołach, salkach kościelnych, a także półlegalnie w klubach studenckich – część z tych wydarzeń miała charakter imprez zamkniętych. Swoimi występami wspierała także kampanię Komitetu Obywatelskiego „Solidarność”. W 1990 roku była organizatorką koncertu poezji S. Barańczaka, który odbył się w warszawskim Teatrze Nowym. Śpiewała jego wiersze także podczas pobytu poety na UAM w Poznaniu. W latach 90. XX w. pracowała w zawodzie dziennikarza (m.in. została skierowana do Komisji Weryfikującej Funkcjonariuszy Służby Bezpieczeństwa – w wyniku tych doświadczeń napisała artykuł pt. Kaci kaptur). W późniejszych latach prowadziła ognisko muzyczne w Trzciance. Przeszła na emeryturę. Obecnie mieszka w Wieleniu, gdzie od listopada 2017 roku uczy muzyki we własnym Ognisku Muzycznym im. Kazimiery Rojewskiej (nazwa zapożyczona od nazwy Ogniska do którego artystka przed laty uczęszczała). Poza tym sporadycznie grywa recitale – m.in. w Poznaniu. Jest bohaterką reportażu autorstwa Jacka Kosiaka pt. Życiorys z gitarą, który został wyemitowany na antenie Radia Poznań.